# Campeonato Asiático de Atletismo de 2019 - Salto com vara masculino
A prova do salto com vara masculino do Campeonato Asiático de Atletismo de 2019 foi disputada no dia 21 de abril de 2019 no Estádio Internacional Khalifa em Doha, no Catar. 

## Recordes
Antes desta competição, os recordes mundiais e do campeonato nesta prova eram os seguintes:
|                       | Nome              | Nacionalidade | Altura  | Local     | Data                    |
| --------------------- | ----------------- | ------------- | ------- | --------- | ----------------------- |
| Recorde mundial       | Renaud Lavillenie | França        | 6m 16cm | Donetsk   | 15 de fevereiro de 2014 |
| Recorde do campeonato | Grigoriy Yegorov  | Cazaquistão   | 5m 70cm | Manila    | 2003                    |
| Recorde asiático      | Grigoriy Yegorov  | Cazaquistão   | 5m 90cm | Estugarda | 19 de agosto de 1993    |

Os seguintes recordes foram estabelecidos durante esta competição:
| Data        | Evento | Atleta             | Nacionalidade | Altura  | Notas                 |
| ----------- | ------ | ------------------ | ------------- | ------- | --------------------- |
| 21 de abril | Final  | Ernest John Obiena | Filipinas     | 5m 71cm | Recorde do campeonato |

## Medalhistas
| Ouro                     | Prata           | Bronze            |
| Ernest John Obiena (PHI) | Zhang Wei (CHN) | Huang Bokai (CHN) |

## Cronograma
Todos os horários são locais (UTC+3)
| Data        | Hora  | Evento |
| ----------- | ----- | ------ |
| 21 de abril | 17:28 | Final  |

## Resultado final
| Posição           | Atleta                     | Nacionalidade | 4.61 | 4.81 | 5.01 | 5.16 | 5.31 | 5.41 | 5.51 | 5.56 | 5.61 | 5.66 | 5.71 | 5.76 | Resultado | Notas                |
| ----------------- | -------------------------- | ------------- | ---- | ---- | ---- | ---- | ---- | ---- | ---- | ---- | ---- | ---- | ---- | ---- | --------- | -------------------- |
| Medalha de ouro   | Ernest John Obiena         | Filipinas     | –    | –    | –    | –    | o    | xo   | o    | xxo  | xxo  | x–   | o    | x    | 5.71      | ,                    |
| Medalha de prata  | Zhang Wei                  | China         | –    | –    | –    | –    | o    | o    | xo   | –    | o    | o    | xxx  |      | 5.66      | Recorde da temporada |
| Medalha de bronze | Huang Bokai                | China         | –    | –    | –    | o    | o    | o    | o    | xo   | xxo  | o    | xx–  | x    | 5.66      | Recorde da temporada |
| 4                 | Jin Min-sub                | Coreia do Sul | –    | –    | –    | –    | o    | –    | xxo  | –    | o    | –    | xxx  |      | 5.61      | Recorde da temporada |
| 5                 | Patsapong Amsamang         | Tailândia     | –    | –    | o    | –    | o    | o    | o    | xxx  |      |      |      |      | 5.51      | Recorde da temporada |
| 6                 | Masaki Ejima               | Japão         | –    | –    | –    | –    | o    | xxo  | o    | xxx  |      |      |      |      | 5.51      |                      |
| 7                 | Seito Yamamoto             | Japão         | –    | –    | –    | –    | o    | –    | xo   | –    | xxx  |      |      |      | 5.51      |                      |
| 8                 | Sergey Grigoryev           | Cazaquistão   | –    | –    | o    | o    | xxo  | –    | xo   | –    | xxx  |      |      |      | 5.51      |                      |
| 9                 | Danil Polyanskiy           | Cazaquistão   | –    | –    | o    | o    | o    | xxx  |      |      |      |      |      |      | 5.31      | Recorde da temporada |
| 10                | Porranot Purahong          | Tailândia     | –    | –    | x–   | o    | xxx  |      |      |      |      |      |      |      | 5.16      | Recorde da temporada |
| 11                | Muntadher Falih Abdulwahid | Iraque        | –    | –    | –    | xxx  |      |      |      |      |      |      |      |      | NM        |                      |

Legenda
| Recorde mundial       | Recorde mundial (World record)               |                       | Recorde africano                      | Recorde africano (African) |                                           | Q | Classificado por posição (Qualified) |
| Recorde do campeonato | Recorde do campeonato (Championship record)  | Recorde da América    | Recorde da América (Americas)         | q                          | Classificado por melhor tempo (Qualified) |   |                                      |
| Melhor marca do ano   | Melhor marca do ano (World leading)          | Recorde asiático      | Recorde asiático (Asian)              | DNS                        | Não largou (Did not start)                |   |                                      |
| Recorde nacional      | Recorde nacional (National record)           | Recorde europeu       | Recorde europeu (European)            | DNF                        | Não terminou (Did not finish)             |   |                                      |
| Recorde pessoal       | Recorde pessoal do atleta (Personal best)    | Recorde da Oceania    | Recorde da Oceania (Oceania)          | DSQ / DQ                   | Desclassificado (Disqualified)            |   |                                      |
| Recorde da temporada  | Recorde da temporada do atleta (Season best) | Recorde sul-americano | Recorde sul-americano (South America) | NM                         | Sem marca (No mark)                       |   |                                      |